# Massif d'Eskuagatx
Le massif d'Eskuagatx est un ensemble montagneux biscaïen qui sépare les régions d'Arratia et du Durangaldea au Pays basque dans le Nord de l'Espagne. Il appartient au système des Montagnes basques.

## Sommets principaux
- Arrietabaso/Errialtabaso, 1 011 m 43° 07′ 15″ nord, 2° 40′ 50″ ouest
- Eskuagatx, 1 003 m 43° 07′ 30″ nord, 2° 40′ 55″ ouest
- Kanpantorreta, 997 m 43° 07′ 36″ nord, 2° 40′ 48″ ouest
- Neberazarra, 984 m 43° 07′ 03″ nord, 2° 40′ 45″ ouest
- Gorostibakar, 924 m 43° 06′ 50″ nord, 2° 41′ 13″ ouest
- Txumulutxueta, 918 m 43° 06′ 48″ nord, 2° 41′ 26″ ouest
- Ezkumin, 915 m 43° 07′ 08″ nord, 2° 41′ 16″ ouest
- Ezkilar, 861 m 43° 07′ 48″ nord, 2° 40′ 45″ ouest
- Otzatx, 817 m 43° 06′ 31″ nord, 2° 41′ 43″ ouest
- Artikozabaleta, 794 m 43° 06′ 43″ nord, 2° 40′ 28″ ouest
- Deabru Atxa, 779 m 43° 06′ 31″ nord, 2° 40′ 36″ ouest
- Iturriotz, 776 m 43° 06′ 07″ nord, 2° 40′ 44″ ouest
- Akalarra, 752 m 43° 06′ 26″ nord, 2° 40′ 44″ ouest